# Bienville (Luisiana)
Bienville es una villa ubicada en la parroquia de Bienville en el estado estadounidense de Luisiana. En el Censo de 2010 tenía una población de 218 habitantes y una densidad poblacional de 7,62 personas por km².

## Geografía
Bienville se encuentra ubicada en las coordenadas 32°21′48″N 92°58′36″O / 32.36333, -92.97667. Según la Oficina del Censo de los Estados Unidos, Bienville tiene una superficie total de 28.62 km², de la cual 28.59 km² corresponden a tierra firme y (0.13%) 0.04 km² es agua.

## Demografía
Según el censo de 2010, había 218 personas residiendo en Bienville. La densidad de población era de 7,62 hab./km². De los 218 habitantes, Bienville estaba compuesto por el 64.68% blancos, el 34.86% eran afroamericanos, el 0.46% eran amerindios, el 0% eran asiáticos, el 0% eran isleños del Pacífico, el 0% eran de otras razas y el 0% pertenecían a dos o más razas. Del total de la población el 2.75% eran hispanos o latinos de cualquier raza.